# Marcos Daniel Pineda
Marcos Daniel Pineda García (Montería, Córdoba, 5 de junio de 1977) es un político colombiano. Ha sido alcalde de Montería en dos ocasiones: en el período 2008-2011, convirtiéndose en el alcalde más joven en la historia de la ciudad y nuevamente en el periodo 2016-2019. Es Administrador de Empresas de la Universidad Sergio Arboleda, especialista en Comunicación y Gestión Política de la Universidad Complutense de Madrid y Magíster en Acción Política y Participación Ciudadana en el Estado de Derecho de la Universidad Francisco de Vitoria de Madrid. Fue electo Senador de la República para el periodo 2022-2026.

## Reseña biográfica
Perteneciente a una de las familias tradicionales y políticas de Montería, Marcos Daniel Pineda García es nieto del exministro de Estado Amaury García Burgos, e hijo de la senadora Nora García.
Se graduó de bachiller en el Colegio La Salle de Montería en 1993 y al año siguiente inició su formación académica y política. En 2001 se graduó como Administrador de Empresas en la Universidad Sergio Arboleda de Bogotá.
Posteriormente, cursó una especialización en Comunicación y Gestión Política de la Universidad Complutense de Madrid y en 2002 realizó un Máster en Acción Política y Participación Ciudadana en el Estado de Derecho de la Universidad Francisco de Vitoria de Madrid. 
Como Alcalde de Montería entre 2008 y 2011, Marcos Daniel Pineda García se ganó el reconocimiento nacional como transformador de la ciudad, liderando un modelo de ciudad considerado como uno de los mejores a nivel nacional, por ser incluyente, dinámico y cercano al ciudadano de a pie. Montería sorprendió al país y fue ejemplo de buen gobierno, ya que durante este tiempo, fue objeto de una transformación urbanística sin precedentes y se gestó una verdadera política social basada en la revolución educativa.
Luego de terminar su primer periodo como alcalde, Marcos Daniel se dedicó a formarse para continuar su carrera política. En 2012 adelantó estudios de Negociación y Resolución de Disputas en la Universidad de Harvard, institución en la que también se capacitó en Mediación y Manejo de Conflictos en el año 2013. Así mismo, realizó estudios de Liderazgo y Gobernanza en la Universidad George Washington.
Fue elegido nuevamente Alcalde de Montería para el periodo 2016-2019, con un Plan de Gobierno visionario y ambicioso, que convirtió a Montería en la Ciudad Verde del país y la Ciudad Inteligente del Caribe colombiano. En 2016 Montería fue escogida por la ONU como una de las ciudades más sostenibles del planeta y la gestión de Marcos Daniel lo proyectó a nivel nacional e internacional, siendo escogido Mejor Alcalde del país en varias ocasiones.
Su experiencia exitosa al frente de Montería, lo llevó a representar a la ciudad en escenarios internacionales tan importantes como:
Foro La Urbanización en Alemania: Soluciones de las Ciudades para los Retos del Desarrollo Urbano. Hamburgo, Alemania, 2016.
Escuela de Salud Pública de la Universidad de Harvard y el Hospital General de Massachusetts. Boston, Estados Unidos, 2016.
Latam Leaders Forum de BNamericas. Miami, Estados Unidos, 2016
UN Conference Habitat III. Quito, Ecuador, 2016.
Conferencia número 23 de Cambio Climático (COP23). Bonn, Alemania, 2017.
Ill Foro Iberoamericano de Alcaldes: Coordinación para un Desarrollo Urbano Sostenible. Mendoza, Argentina, 2018
Smart City Expo LATAM Congress. Puebla, México, 2018.
Smart City Expo World Congress. Barcelona, España en 2018 y 2019.

## Cargos desempeñados
Pineda García ha ocupado los siguientes cargos públicos:
1. Asesor del Consejo de Bogotá en 2001.
2. Asesor del Viceministerio del Interior entre 2002 y 2005.
3. Director de Asuntos Políticos y Electorales del Ministerio del Interior y de Justicia entre 2005 y 2007.
4. Alcalde de Montería 2008-2011.
5. Alcalde de Montería 2016-2019.

## Campaña política
De filiación conservadora, Marcos Daniel Pineda renunció a la Dirección de Asuntos Políticos y Electorales del gobierno de Álvaro Uribe Vélez, para aspirar a la Alcaldía de Montería. Inició su campaña electoral con un bajo perfil bajo el ala de su madre, pero fue ganando popularidad gracias a su propuesta política de corte pluripartidista y a su claridad mental al proponer invertir en los andenes y no en el alcantarillado del centro de la ciudad para que este no se inunde, que salió a relucir en los debates políticos frente a los demás aspirantes.
En la primera fase de la campaña, las encuestas revelaban un empate técnico con el aspirante liberal, el odontólogo Juan Carlos Lengua. En la segunda fase, no obstante, apareció ligeramente arriba, con un 26% de intención de voto, de acuerdo con la encuesta realizada por el Centro Nacional de Consultoría y publicado en la revista Semana. La campaña de Pineda García estuvo respaldada por un notable grupo de intelectuales, monterianos influyentes y deportistas, como el excampeón mundial de boxeo Miguel "Happy" Lora.
| Predecesor: León Fidel Ojeda Moreno | Alcalde de Montería 2008-2011 | Sucesor: Carlos Eduardo Correa            |
| Predecesor: Carlos Eduardo Correa   | Alcalde de Montería 2016-2019 | Sucesor: Carlos Alberto Ordosgoitia Sanín |